# Африканівка
Африкані́вка — село в Україні,  у Барвінківській міській громаді Ізюмського району Харківської області. Населення становить 814 осіб. До 2020 орган місцевого самоврядування — Барвінківська міська рада.

## Географія
Село Африканівка знаходиться за 3 км від села Гаврилівка і за 1 км від села Червона Зоря. За 2 км на півночі протікає річка Сухий Торець.

## Історія
Село засноване в 1858 році полковником Африкановим, учасником Кримської війни в 1854—1856 рр. Після 1861 року Африканов продав землю німцям-колоністам Ельзі Краузе та братам Енгельс, а сам виїхав.
Таким чином був утворений українсько-німецький хутір Швейкерт (нім. Schweikert), (також Швайкерт), заснований в 1890 р, мав початкову і середню школи (1926). Населення: 40 (1918), 149 (1926).
12 червня 2020 року, відповідно до Розпорядження Кабінету Міністрів України  № 725-р «Про визначення адміністративних центрів та затвердження територій територіальних громад Харківської області», увійшло до складу Барвінківської міської територіальної громади.
19 липня 2020 року, в результаті адміністративно-територіальної реформи та ліквідації Барвінківського району, село увійшло до складу Ізюмського району.

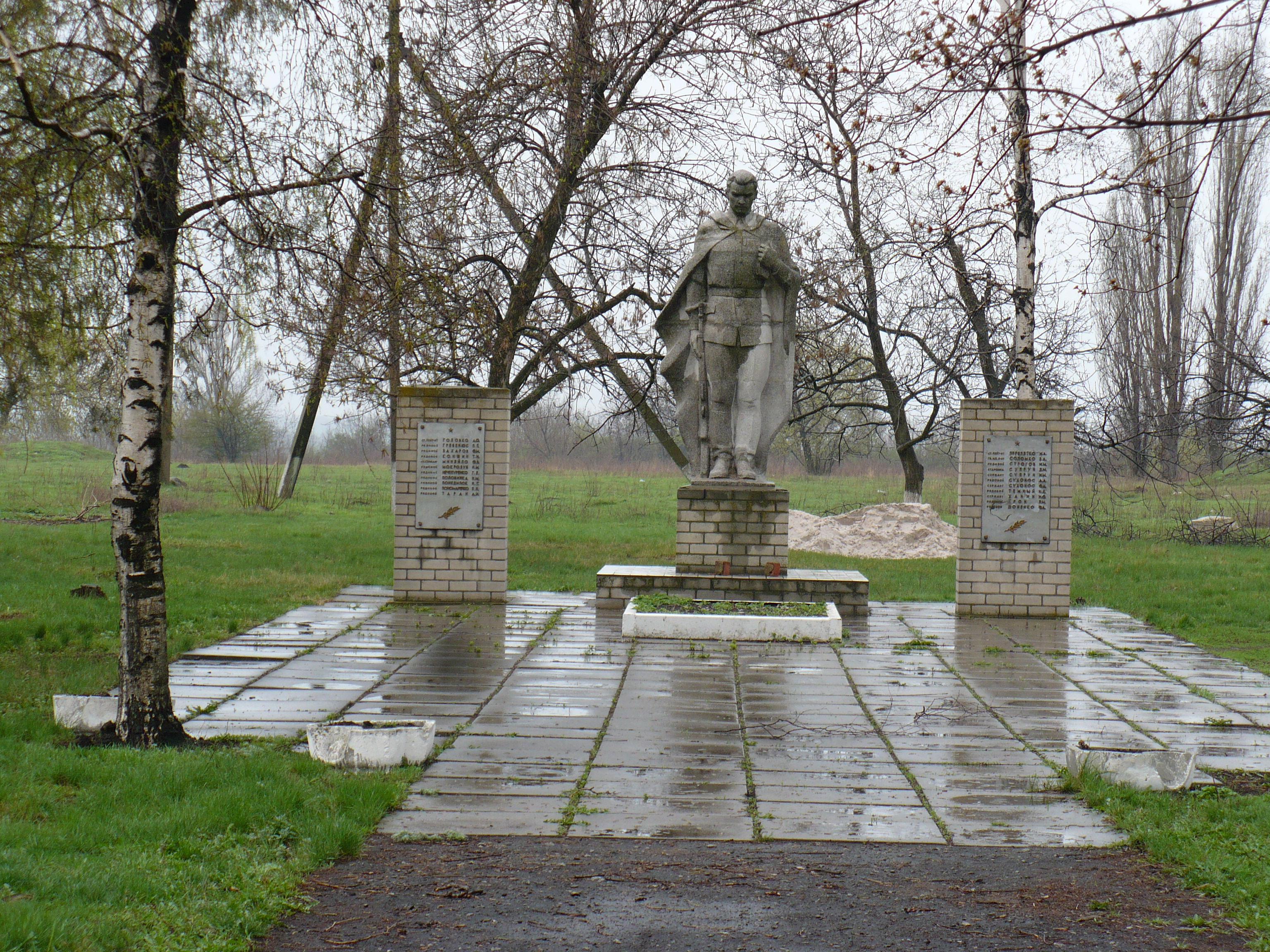
Пам'ятний знак воїнам — односельцям 1941—1945 рр.

## Відомі мешканці
- Губіна Марія Михайлівна (1927—1999) — діячка сільського господарства, Герой Соціалістичної Праці, яка працювала та похована у селі[5].

## Економіка
- ТОВ «Африканівське».

## Сьогодення
Діє сільський Будинок культури з музеєм, бібліотека, загальноосвітня І-ІІІ ступенів школа, де навчається 166 учнів і працює 19 вчителів.

## Цікаві факти
На мапі Катеринославської губернії 1821 року є село «Африкановка», яке розташоване на тому ж самому місці, де й сучасне.